# Лиманское (Николаевская область)
Лиманское (укр. Лиманське) — село в Березанском районе Николаевской области Украины.
Население по переписи 2001 года составляло 29 человек. Почтовый индекс — 57445. Телефонный код — 5153. Занимает площадь 0,165 км².

## История
В 1946 году указом ПВС УССР хутор Греки переименован в Лиманский.

## Местный совет
57445, Николаевская обл., Березанский р-н, с. Матиясово, ул. Мира, 1